# Trogulus roeweri
Trogulus roeweri is een hooiwagen uit de familie kaphooiwagens (Trogulidae).